# Normalbiografie
Unter Normalbiografie versteht man eine standardisierte Form des Lebenslaufs, die alle als relevant erkannten Informationselemente des durchschnittlichen Lebenslaufs einer Personengruppe enthält. Durchschnittlich bedeutet hier, dass die Normalbiografie für ein Maximum der zu biografierenden Personen Gültigkeit besitzt.
Der Begriff Normalbiografie kommt in den historischen bzw. empirischen Sozialwissenschaften zum Einsatz, um größere Personenkollektive zu erfassen. Geprägt wurde er von R. Levy, in Der Lebenslauf als Statusbiographie. Die weibliche Normalbiographie in makrosoziologischer Perspektive.